# Lycosa capensis
Lycosa capensis este o specie de păianjeni din genul Lycosa, familia Lycosidae, descrisă de Simon, 1898. Conform Catalogue of Life specia Lycosa capensis nu are subspecii cunoscute.